# 1962年のイギリスサルーンカー選手権
1962年のイギリスサルーンカー選手権 (1962 British Saloon Car Championship) は、イギリスサルーンカー選手権の5年目のシーズン。4月14日のスネッタートン・モーターレーシング・サーキットで開幕し、9月1日のオウルトンパークまで全8戦で争われた。ローデシア国籍のジョン・ラヴがモーリス・ミニ・クーパーおよびオースチン・ミニ・クーパーをドライブしてタイトルを獲得し、初のイギリス人以外のチャンピオンとなった。ミニにとっては2度目のタイトルとなった。

## 開催カレンダーと優勝者
複数クラスの混走による総合優勝者は太字
| ラウンド | ラウンド | サーキット                                     | 開催日  | クラス A 優勝者               | クラス B 優勝者    | クラス C 優勝者                                 | クラス D 優勝者                     |
| -------- | -------- | ---------------------------------------------- | ------- | ----------------------------- | ------------------ | ----------------------------------------------- | ----------------------------------- |
| 1        | 1        | スネッタートン・モーターレーシング・サーキット | 4月14日 | ジョン・ラヴ                  | アラン・ハッチソン | 無し（エントリー不明）                          | マイク・パークス                    |
| 2        | 2        | グッドウッド・サーキット                       | 4月23日 | クリスタベル・カーライル      | アラン・ハッチソン | エントリー無し                                  | グラハム・ヒル                      |
| 3        | 3        | エイントリー・モーターレーシング・サーキット   | 4月28日 | ジョン・ラヴ                  | アラン・ハッチソン | ニッキー・バーン                                | グラハム・ヒル                      |
| 4        | 4        | シルバーストン・サーキット                     | 5月12日 | ジョン・ラヴ                  | ピーター・ハーパー | イネス・アイルランド                            | グラハム・ヒル                      |
| 5        | 5        | クリスタル・パレス                             | 6月11日 | ジョン・ラヴ                  | ピーター・ハーパー | エントリー無し                                  | ロイ・サルヴァドーリ                |
| NC       | NC       | グッドウッド・サーキット                       | 6月11日 | 不明                          | 不明               | ニッキー・バーン                                | P.J.ウッドロフ                      |
| NC       | NC       | スネッタートン・モーターレーシング・サーキット | 7月15日 | ミック・クレア                | アラン・ハッチソン | 不明                                            | グラハム・ヒル                      |
| 6        | 6        | エイントリー・モーターレーシング・サーキット   | 7月21日 | ジョン・ラヴ                  | ピーター・ハーパー | ニッキー・バーン                                | ジャック・シアーズ                  |
| 7        | 7        | ブランズ・ハッチ                               | 8月6日  | ジョン・ラヴ                  | ピーター・ジョップ | デヴィッド・ヘインズ                            | マイク・パークス                    |
| 8        | 8        | オウルトンパーク                               | 9月1日  | ジョン・ラヴ                  | ピーター・ハーパー | クリス・マクラーレン?                           | グラハム・ヒル                      |
| NC*      | NC*      | ブランズ・ハッチ                               | 10月6日 | ジョン・アレイ デニス・ハルム | 開催せず           | ピエロ・フレスコバルディ チェーザレ・フィオリオ | マイク・パークス ジミー・ブルーマー |

- ブランズ・ハッチでの最終戦は前戦までのクラス構造と異なって行われた。1300ccおよび1600ccのクラスが追加され、 アラン・フォスター/ アンドリュー・ヘッジスおよび ピーター・プロクター/ ピーター・ハーパーが優勝した。

## 選手権結果
| ドライバーズランキング | ドライバーズランキング | ドライバーズランキング                              | ドライバーズランキング       | ドライバーズランキング | ドライバーズランキング |
| 順位                   | ドライバー             | 車両                                                | チーム                       | クラス                 | ポイント               |
| ---------------------- | ---------------------- | --------------------------------------------------- | ---------------------------- | ---------------------- | ---------------------- |
| 1                      | ジョン・ラヴ           | モーリス・ミニ・クーパー オースチン・ミニ・クーパー | クーパー・カー Co.           | A                      | 52                     |
| 2                      | ピーター・ハーパー     | サンビーム・レイピア                                | サンビーム・タルボット Ltd   | B                      | 49                     |
| 3                      | ジャック・シアーズ     | ジャガー・Mk2 3.8                                   | エキップ・エンデバー         | D                      | 38                     |
| 4                      | グラハム・ヒル         | ジャガー・Mk2 3.8                                   | ジョン・クームズ             | D                      | 37                     |
| 5                      | マイク・パークス       | ジャガー・Mk2 3.8                                   | エキップ・エンデバー         | D                      | 32                     |
| 6                      | ピーター・ジョップ     | サンビーム・レイピア                                | アラン・フレーザー           | B                      | 32                     |
| 7                      | アラン・ハッチソン     | ライレー 1.5                                        | バーウェル・モータースポーツ | B                      | 31                     |
| 8                      | ジョン・ウィットモア   | オースチン・ミニ・クーパー                          | クーパー・カー Co.           | A                      | 29                     |

## 参照
1. ↑  “アーカイブされたコピー”. 2011年9月11日時点のオリジナルよりアーカイブ。2009年10月26日閲覧。 Official BTCC 1962 standings.
2. ↑  http://homepage.mac.com/frank_de_jong/Pages/1962%20BSCC.html